# Horný Badín
Horný Badín je obec v okrese Krupina v Banskobystrickém kraji na Slovensku. Žije zde 177 obyvatel.
První písemná zmínka o obci pochází z roku 1391.